# 相内村 (青森県)
相内村（あいうちむら）は、かつて青森県にあった村。「むら」の部分までを含めると、日本の市町村を五十音順に並べたときの最初の市町村であった。（含まない場合、当村の存在期間中、阿村、藍村、阿井村が存在したため最初ではない。）

## 沿革
- 1889年（明治22年）4月1日 - 町村制施行により北津軽郡相内村、太田村が合併し、相内村が発足。
- 1955年（昭和30年）3月31日 - 北津軽郡脇元村、西津軽郡十三村と合併し、市浦村となり消滅。